# Solon So
Solon So Chi Hung (chiń. 苏志鸿) (ur. 1961) – chiński producent filmowy. W 2002 wraz z Johnem Chongiem oraz Aleksem Lawem otrzymał nominację do nagrody Hong Kong Film Award w kategorii Best Picture za film Bak Ging lok yue liu. W 2010 ponownie otrzymał nominację do nagrody Hong Kong Film Award, był nominowany wraz z Williem Chanem w kategorii Best Film za Incydent.

## Filmografia

### Jako producent

#### Filmy pełnometrażowe
| Rok  | Tytuł                     | Uwagi                             |
| ---- | ------------------------- | --------------------------------- |
| 1999 | We władzy wspomnień       |                                   |
| 1999 | Gliny                     |                                   |
| 1999 | Pokusy serca              |                                   |
| 1999 | Krwawy deszcz             | Jako producent wykonawczy         |
| 2000 | Gong yuan 2000 AD         |                                   |
| 2000 | Kowboj z Szanghaju        | Jako producent wykonawczy         |
| 2000 | Błąd w obliczeniach       | Jako producent wykonawczy         |
| 2001 | You ling ren jian         |                                   |
| 2001 | Bak Ging lok yue liu      |                                   |
| 2002 | Seung fei                 |                                   |
| 2002 | Smoking                   | Jako współproducent               |
| 2003 | Rycerze z Szanghaju       | Jako producent wykonawczy         |
| 2004 | Da lao ai mei li          |                                   |
| 2004 | W 80 dni dookoła świata   | Jako producent wykonawczy         |
| 2004 | Nowa policyjna opowieść   |                                   |
| 2004 | Hainan ji fan             | Jako producent wykonawczy         |
| 2005 | Jing mo gaa ting          |                                   |
| 2005 | Changhen ge               | Jako asystent producenta          |
| 2005 | Mit                       |                                   |
| 2006 | Niania w akcji            |                                   |
| 2008 | Yat kor ho ba ba          |                                   |
| 2008 | Zakazane królestwo        | Jako producent wykonawczy         |
| 2009 | Incydent                  |                                   |
| 2010 | Nasza niania jest agentem | Również jako producent wykonawczy |
| 2010 | Mały wielki wojownik      |                                   |
| 2010 | Karate Kid                | Jako współproducent               |
| 2012 | Wirusowy czynnik          | Również jako producent wykonawczy |

#### Filmy dokumentalne
| Rok  | Tytuł                               | Uwagi               |
| ---- | ----------------------------------- | ------------------- |
| 1998 | Jackie Chan: My Story               |                     |
| 1999 | Jackie Chan: Moi kaskaderzy         | Jako współproducent |
| 2003 | Long de shen chu: Shi luo de pin tu |                     |

## Nominacje
Źródło: Internet Movie Database.
| Rok  | Nagroda              | Kategoria                           |
| ---- | -------------------- | ----------------------------------- |
| 2002 | Hong Kong Film Award | Best Picture (Bak Ging lok yue liu) |
| 2010 | Hong Kong Film Award | Best Film (Incydent)                |